# Râul Homorodul Vechi, Crasna
Râul Homorodul Vechi sau Râul Homorod este un curs de apă din județul Satu Mare. Cursul inferior al râului este canalizat, iar după trecerea frontierei în Ungaria este deviat în Canalul de Est, care tranzitează apele până în râul Crasna.  Exită un alt canal, între Paulian și Moftinu Mare care permite devierea în râul Crasna pe teritoriul României.